# Рокадаспиде
Рокада̀спиде (на италиански: Roccadaspide; на неаполитански: a Rocca, а Рока) е градче и община в Южна Италия, провинция Салерно, регион Кампания. Разположено е на 340 m надморска височина. Населението на общината е 7289 души (към 2010 г.).